# Acura EL

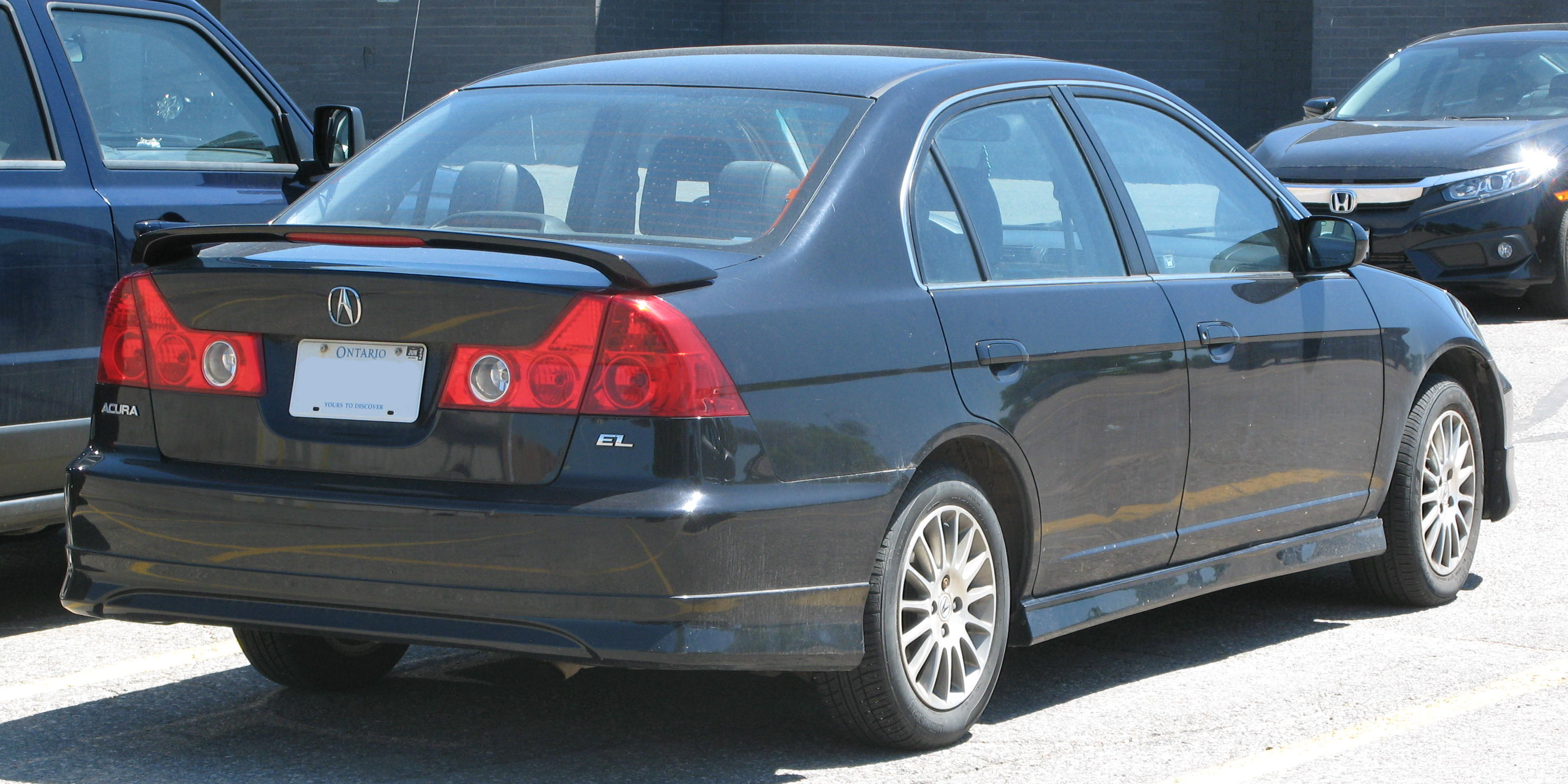
Acura EL (2001—2005)

Acura EL — компактний автомобіль класу люкс, побудований на заводі Honda Alliston, Онтаріо (Канада). EL являє собою дещо змінену версію Honda Civic з вищим рівнем оснащення.

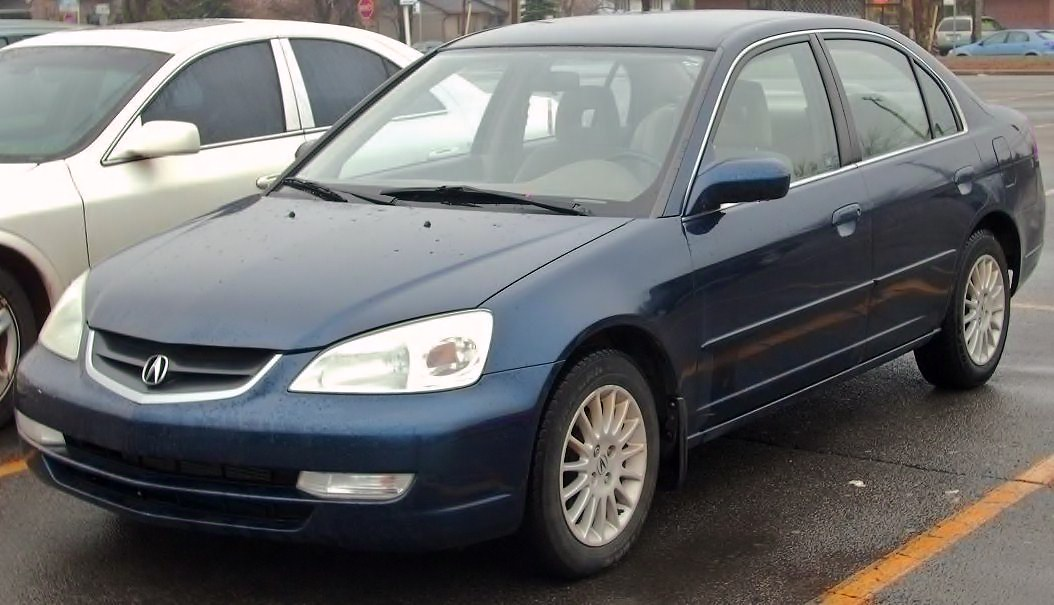
Acura EL (2001—2005)

Acura EL мав комерційний успіх. Продажі автомобіля склали 51 % від всіх річних продажів нових автомобілів Acura в Канаді у свій перший повний рік продаж, EL залишався головною моделлю Acura у Канаді з 1997 по 2003 рік. Acura EL в 2005 році замінений на Acura CSX, який, як і EL, був доступний лише в Канаді.

## Перше покоління
- 1.6 л D16Y8 SOHC VTEC I4 127 к.с.

## Друге покоління
- 1.7 л D17A2 SOHC VTEC I4 127 к.с.